# استعراش مييجي
إصلاح ميجي أو استعراش مييجي ((باليابانية: 明治維新)): فترة انتقالية من تاريخ اليابان عرفت فيها البلاد تحولات واسعة بعد أكثر من قرنين من حكم سلالة التوكوغاوا (راجع: «فترة إيدو»).
عرف اليابان في الثلث الثاني من القرن الـ19 م (1800 م) وخلال هذه الفترة تحولات جذرية، سياسية واجتماعية، قادت هذه إلى إنهاء شوغونية أسرة الـ«توكوغاوا» و«فترة إيدو» التي صاحبتها، ودخلت البلاد بعدها الفترة المعاصرة من تاريخها.
تم في الـ3 من يناير 1868 م إعادة الإمبراطور أو الـ«تينو» إلى مكانه على رأس هرم السلطة في البلاد، كان الأباطرة ورغم أنهم حكموا البلاد بصورة مستمرة، مجردين من السلطة الفعلية، كانت هذه بين أيدي الشوغونات (راجع «فترة كاماكورا» و«ميناموتو نو يوريتومو»). قام المؤرخون بتعميم هذه التسمية (استعراش مييجي) فأصبحت تطلق على الفترة التي سبقت ومهدت هذا الأحداث ثم فترة الحروب الأهلية التي تلتها.
لم تكن الحركة التي حملت هذه التغيرات ثورة شعبية بالمعنى الذي نعرفه اليوم، اقتصر الصراع على أبناء طبقة واحدة (المحاربين). كرست هذه هيمنة المحافظين (قد يبدوا هذا اللفظ غريبا في يومنا) كان هؤلاء يدعون إلى إعادة النظام الإمبراطوري القديم. عرفت هذه الفترة الانتقالية بداية انفتاح اليابان على الخارج، وانطلاق عملية الإصلاحات.

## القسم الخماسي
القسم الخماسي (五箇条の御誓文) كان القسم الذي وقع عند استعراش الإمبراطور ميجي في 7 أبريل 1868. وضح هذا القسم الخطوط العريضة لأهداف فترة حكم الإمبراطور ميجي وهو وضع القاعدة لليابان الحديثة، وكان هذا القسم ذو تأثير كبير إن لم يكن من ناحية مادية فمن ناحية معنوية أثناء فترة ميجي وحتى دخول القرن العشرين، وبالإمكان اعتباره أول دستور لليابان الحديثة.
يتكون نص القسم من خمس فقرات ترجمتها على الشكل التالي:
| استعراش مييجي | هذا القسم وضع لنحقق أحلامنا ببناء أمة ثرية على أسس عريضة وإقرار الدستور والقانون 1. تشكيل مؤسسات حرة ويكون إقرار جممع الأمور عن طريق النقاش المفتوح 2. ينبغي توحيد جميع الطبقات بشكل قوي لتحمل مسؤولية إدارة أمور البلاد. 3. يجب أن يسمح للعامة الذين ليسوا بأقل مرتبة من الموظفين المدنيين أو الضباط العسكريين بأن يحققوا ما يطمحون له دون أي عرقلة. 4. جميع عادات الماضي السيئة يجب أن يقلع عنها وأن يحكم على الأمور بناء على قوانين الطبيعة. 5. يجب نشر المعرفة في أرجاء المعمورة لتقوية أسس الحكم الإمبراطوري | استعراش مييجي |

## تصاعد الحركات الاحتجاجية
مع حلول العشرية السادسة من القرن الـ19 (1860 م) دخلت البلاد مرحلة جديد من الصراعات. أصبحت العديد من الجماعات تندد بالنظام الحاكم. كان النظام الشوغوني قد قام سنة 1858 م بتوقيع معاهدة تجارة جديدة مع القنصل الأميركي «تاوزند هاريس»- بعد المعاهدة الأولى في 1854 م-، أدى ذلك إلى تأليب الجماعات المحافظة والتي كانت تعارض عملية فتح البلاد على الخارج. في نفس السنة (1858 م) توفي الشوغون «إيئه-سادا» (徳川) ع (1824-1858 م) تبع ذلك خلافات حادة بين ورثته ثم تطور الأمر إلى بروز جبهتين بين رجالات الحكم، جبهة يغلب عليها الطابع المحافظ وترى إبقاء الأمور على حالها، وجبهة أخرى كانت تريد الإسراع في عملية إصلاح النظام الشوغوني.
أسفرت الجولة الأولى على انتصار المحافظين وتم تعيين «توكوغاوا إيئه-موتشي» (徳川 家茂) ع (1846-1866 م) شوغونا جديدا. قاد رئيس المجلس الوطني «إيئي ناؤوسوكه» (1815-1860 م) ـ زعيم التيار المحافظ داخل النظام والذي كان الحاكم الفعلي للبلاد ـ سياسة متشددة اتجاه المعارضين للنظام الشوغوني. كان من عواقب ذلك أن توحدت كل قوى المعارضة في بلاد تحت راية واحدة، وكان هدفها يلخصه الشعار التالي: «الطاعة لإمبراطور والطرد للأجانب». في حقيقة الأمر لم تكن قضية إعادة الإمبراطور إلى السلطة الشغل الشاغل لهذه الجماعات، كان أنصار هذه القضية يمثلون أقلية بين أفراد المعارضة، إلا أن الأغلبية كانت تتفق في كون ذلك ذريعة وسببا وجيها لتوحيد الصفوف ضد النظام الشوغوني.

## تشكل التحالف ضد الـ«توكوغاوا»

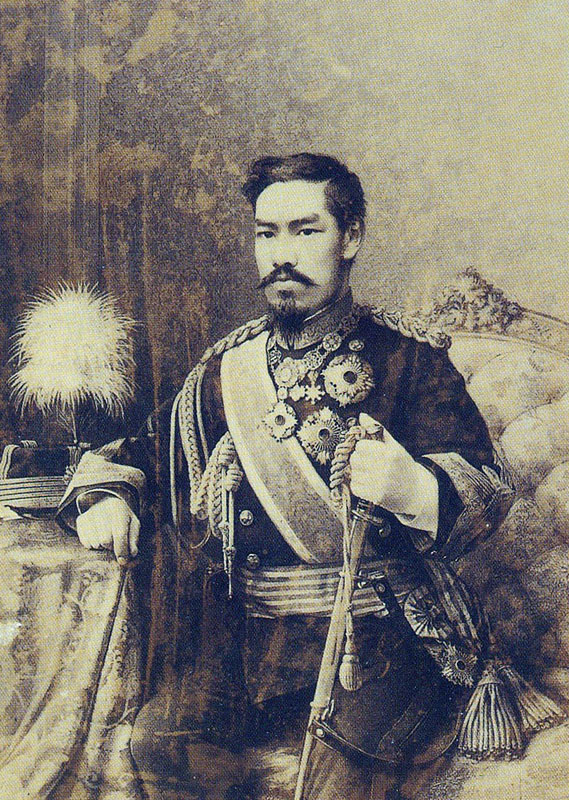
الإمبراطور ميجي

سنة 1860 م يتولى «أندو نوبوماسا» (1819-1871 م) رئاسة المجلس، خلفا لـ«إيئي ناؤوسوكه». كان همه الأول أن يقرب إليه البلاط الإمبراطوري حتى يكسر شوكة أعداء النظام. كانت خطته تقضي بزواج الشوغون «إيئه-موتشي» من إحدى الأميرات من الأسرة الإمبراطورية. بعد أن أقنعه بعض مستشاريه وافق الإمبراطور «كوميي» (1831-1867 م)، كان الأخير ولترضية أنصاره قد وضع شرطا أساسيا للقبول بتلك التسوية: طرد الأجانب من البلاد.
أخذ العديد من رجال الساموراي («كيدو تاكايوشي» (木戸孝允)، «أوكوبو توشيميتشي» (大久保 利通)، «سائيغو تاكاموري» (西郷 隆盛) و«إيتو هيروبومي» (伊藤 博文)) في المعاقل الغربية ـ على غرار «تشوشو» (長州)، «ساتسوما» (薩摩) و«توسا» ـ ينظمون أنفسهم، كان يحدوهم الطموح لبلدهم، وتجمعهم الرغبة في تحديثه وتزويده بجيش قوي، قاد هؤلاء الرجال حركات التمرد الأولى. كانت أغلبيتهم من القوميين إلى درجة التعصب. أرادوا طرد الأجانب من البلاد، وإجبار النظام الشوغوني على تنفيذ وعوده (بموجب القرارات التي تم توقيعها سنة 1863 م)، وجدوا هؤلاء ضالتهم في الانضمام إلى الجبهة التي كانت تطالب باسترجاع الحق الإمبراطوري. أمام إلحاح قادة المعاقل الغربية حاول الـ«باكوفو» (التسمية التي كانت تطلق على الحكومة الشوغونية) ربح المزيد من الوقت من خلال المفاوضات. إلا أن هذه لم تثمر، وبدأ المتمردون في شن هجمات على المراكب الغربية التي تحاول الاقتراب من سواحل البلاد.
قام النظام بتجهيز جيش كانت مهمته إخضاع المتمردين في معقل «تشوشو» (長州)، إلا أن هؤلاء استطاع صد هذه القوات. حاول الـ«دائي-ميو» (كبير الزعماء) في معقل «ساتسوما» أن يعرض على النظام حلا وسطا: تشكيل حكومة وطنية يتم انتخاب أعضائها من قبل الشوغون، الإمبراطور والزعماء الـ«دائي-ميو». إلا أنه وبعد ضغوطات مارسها عليه زعماء المتمردين في معقله، عدل عن رأيه ووافق بمضض على التحالف التي تم عقده سنة 1866 م مع معقل «تشوشو». كان كل من «كيدو تاكايوشي» و«سائيغو تاكاموري» قد مهدا لهذه العملية منذ مدة.
ثم تسارعت الأحداث، فتوفى الشوغون «إيئه-موتشي» (徳川) في أغسطس من عام 1866 م وهو في ريعان شبابه، انتقل الأمر من بعده إلى «توكوغاوا يوشينوبو» (徳川慶喜) ع (1837-1868 م)، ثم توفي الإمبراطور في يناير من العام الموالي، فاعتلى ابنه «ماتسوهيتو» (睦仁) العرش وتلقب بـ«مييجي» (明治). أصبح الشوغون الجديد مجردا من السلطة كان الأمر في أيدي زعماء المقاطعات، وأمام زحف قوات معقلي الـ«تشوشو» والـ«ساتسوما» (薩摩) على العاصمة «إيدو»، كان من السهل على زعيم معقل الـ«توسا» (والذي انضم مؤخرا إلى التحالف الإمبراطوري، أن يقنع الشوغون بتقديم استقالته للإمبراطور. وافق «يوينوبو» على الفكرة، فقام يوم 19 نوفمبر 1867 م بالتنازل عن جميع سلطاته للإمبراطور.
قام أعضاء من المعاقل المتحالفة المنتصرة بتشكيل حكومة وطنية في «كيوتو»، أعلنت هذه (رسميا) يوم 3 من يناير 1868 م استعراش الإمبراطور وتقلده حكم البلاد. كما تم إلغاء منصب الـ«شوغون» ومصادرة الأراضي التابعة له. حرص أتباع الحركة على إعطاء صفة الشعبية على عملية انتقال السلطة، فتم إصدار مراسيم يضمن فيها حرية التعبير للشعب، بينما تم إقرار كل الاتفاقيات التجارية التي وقعها النظام السابق مع الأجانب.

## الحرب الأهلية «بوشين»

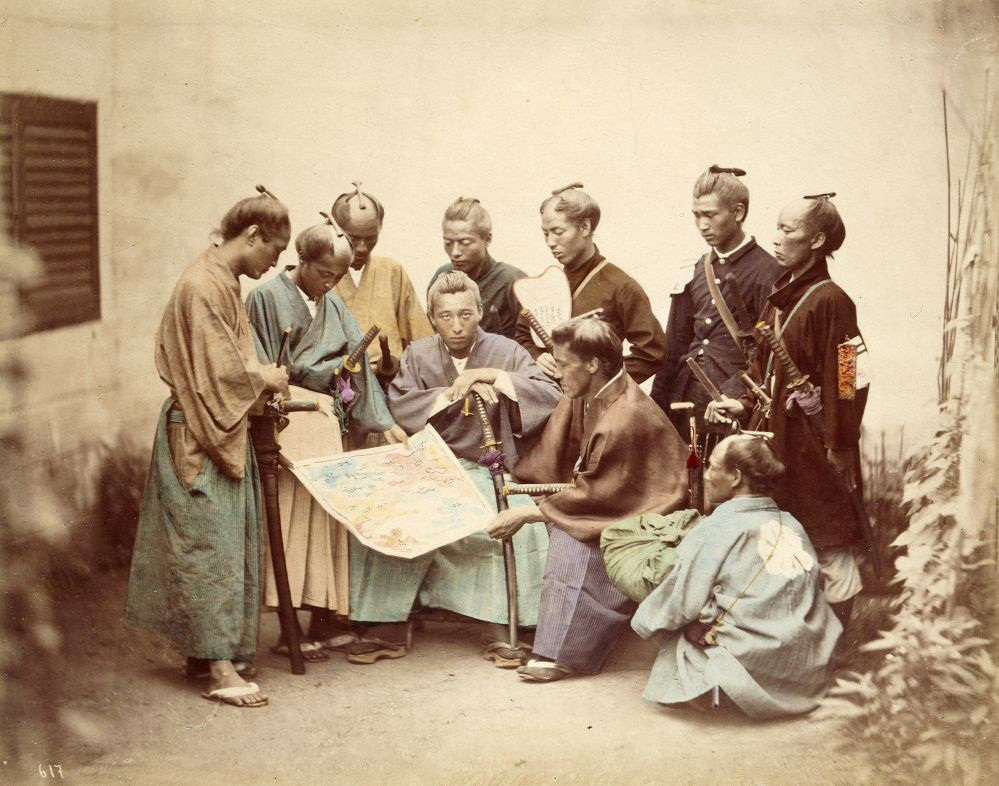
رجال "ساموراي" من معقل "ساتسوما" (薩摩) يراجعون بعض الخرائط قبل إحدى المعارك، الصورة تعود إلى الفترة التي عرفت باسم حرب بوشين.

انتهت المرحلة الأولى من عملية انتقال السلطة بدون إراقة دماء، إلا أن المواجهات الأولى كان لا مفر منها وبالأخص مع الموالين من أتباع الشوغون المعزول وحاشيته. كان هؤلاء يخشون أن يتم تجريدهم من أراضيهم ومن ممتلكاتهم، فقاموا بتسليح أنفسهم. اندلعت حرب أهلية بين الطرفين عرفت باسم «بوشين سنسو» (戊辰戦争)، لم تشهد أحداثها وقوع خسائر كبيرة. كانت أغلب الأطراف تنادي بإصلاح المؤسسات وتريد تحديث البلاد.
اندلعت المعارك متعددة وفي أرجاء متفرقة من البلاد بين أنصار النظام القديم والحكومة الجديدة. تم إخضاع أتباع النظام السابق في وسط اليابان بعد هزيمة هذه القوات في «توبا» و«فوشيمي». تقدمت القوات الحكومية ـ والتي يتشكل أغلب تعدادها من المعاقل الغربية للبلاد ـ إلى العاصمة «إيدو»، فتسلمت مفاتيح القصر الشوغوني بدون أية مقاومة تذكر. خاضت هذه القوات في العام الموالي (1869 م) معارك متفرقة ضد قوات مشكلة من تحالف العديد من الـ«دائي-ميو» والذين انضووا تحت راية عشيرة الـ«آئيزو». آخر المتمردين والذين كان على رأسهم قائد الأسطول الشوغوني السابق «إيموتو تاكي-آكي» تم دحرهم في «هوكاداته» في شهر يونيو من السنة نفسها (1869 م).
رغم أحداث الحروب التي عرفتها البلاد، تم إصدار مرسوم إمبراطوري بتاريخ 25 من فبراير 1869 م يعلن انتهاء عملية إعادة السلم في البلاد. في شهر أكتوبر تم الإعلان عن ميلاد «الحكومة المستنيرة» وهي التسمية التي أطلقت على الفترة الزمنية التي تلت. اختارت الحكومة الاستقرار في «إيدو» (江戸) والتي تم إعادة تسميتها إلى «طوكيو» أو «العاصمة الشرقية» (東京).